# Estado da Venezuela
Estado da Venezuela era o nome oficial da Venezuela adotado pela Constituição de 1830, durante o governo de José Antonio Páez. Este nome permaneceu até 1856, quando a Constituição promulgada naquele ano mudou o nome oficial do país para República da Venezuela. Em seguida, na constituição de 1864 mudou o nome novamente para Estados Unidos da Venezuela.

## Bandeira
- Bandeira do estado provisório entre 1830 e 1836.
- Bandeira entre 1836 e 1859, decretada por Carlos Soublette.

A bandeira decretada por Carlos Soublette e o brasão são os primeiros símbolos que correspondem a Venezuela como um estado independente e foram baseadas diretamente nos símbolos da Grã-Colômbia. Essa bandeira é conhecida como a bandeira das tiras iguais, pois estabeleceu o projeto para todas as bandeiras futuras da Venezuela ao contrário da bandeira da Grã-Colômbia, cuja faixa amarela era maior.